# SM-53
SM-53 (Sporvogn Motorvogn Prosjektår 1953) var en serie på 50 sporvogne, der blev bygget fra 1952 til 1958 af HØKA (Hønefoss Karosserifabrikk) og Hägglund & Söner for Oslo Sporveier. Officielt hed de oprindeligt MBO 50, MBO 55 og MBO 56 til 1994, derefter SM-53. Af og til blev og bliver de imidlertid også kaldt for Høkavogner eller Høkatrikker.
I 1985-1991 gennemgik 11 vogne en omfattende ombygning til typen SM-83 (forkortelse for Sporvogn Motorvogn Prosjektår 1983) på sporvejenes værksted i Sagene. Ombygningen omfattede en omfattende ændring af fronten, ændring til tre sæt dobbeltdøre og at den gamle kontroller blev udskiftet med chopper fra AEG. De ombyggede vogne var nummereret 261-271 i perioden 1985-1994. Nr. 261-267 (senere nr. 201-207) blev lakeret røde ved ombygningen, idet 261-262 dog var røde op til vinduerne og grå op til taget. I løbet af 1990'erne blev de lakeret blå, så de fulgte sporvejenes nye design.
De uombyggede SM-53 blev taget ud af drift i 1997. SM-83 blev udrangeret i 2000 som følge af, at sporvejede øgede kørespændingen fra 600 til 750 volt 1. juli 2000.

## Bevarede vogne

### SM-53
- 215 – Bevaret af LTF i Oslo
- 234 – Bevaret af LTF i Oslo. Udstillet på Sporveismuseet Vognhall 5.
- 247 – Bevaret af LTF i Oslo
- 249 – Bevaret af Djurgårdslinjen i Stockholm, overtaget af LTF i Oslo i september 2012
- 252 – Overtaget af Djurgårdslinjen i Stockholm som reservedele til 249, senere ophugget

### SM-83
- 201 bevaret som arbejdsvogn i Göteborg
- 203 bevaret som museumsvogn på det danske Sporvejsmuseet Skjoldenæsholm
- 207 bevaret som museumsvogn på Sporveismuseet Vognhall 5
- 210 bevaret som trafikvogn/cafévogn på Djurgårdslinjen i Stockholm